# Eteobalea albiapicella
Eteobalea albiapicella är en fjärilsart som beskrevs av Philogène Auguste Joseph Duponchel 1843. Eteobalea albiapicella ingår i släktet Eteobalea och familjen fransmalar. Inga underarter finns listade i Catalogue of Life.

## Bildgalleri

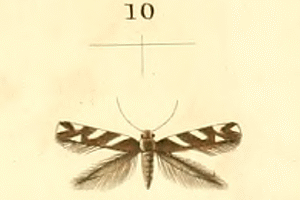